# Åløkke
Åløkke er en bydel i Odense, beliggende umiddelbart nordvest for byens centrum.  Kvarteret, der er udstykket fra Åløkkegård, er med tiden kommet til også at omfatte Dæhnfeldts Villaby.
Åløkkekvarteret afgrænses mod nord af Næsby, mod vest af Tarup og Bolbro, mod syd af Bolbro, jernbanen og Middelfartvej, og mod øst af Odense Kanal, Odense Indre Havn, Jarlsberggade, Rugårdsvej og Glasvejskvarteret.  Bydelen gennemløbes af de store gennemfartsveje Åløkke Alle (nord-syd) og Rugårdsvej (øst-vest), samt jernbanerne Fynske hovedbane og Svendborgbanen.
Der ligger tre små skove i kvarteret, Snapindskov, Åløkkeskov og Næsbyhoved Skov.  I sidstnævnte ligger Næsbyhoved Slotsbanke, hvor kongsgården Næsbyhoved Slot lå indtil det blev ødelagt i 1534 under grevens fejde.
Tv-stationen TV 2 har hovedkontor i det gamle kvægtorv på Rugårdsvej i bydelen.
Odenses Marina Marina Odense ligger i bydelen ved Odense Kanal og havnen.

## Ekstern henvisning
- Åløkkekvarterets hjemmeside ved Åløkkekvarterets Grundejerforening

55°24′12″N 10°21′57″Ø / 55.40333°N 10.36583°Ø